# بیگ شو (فیلم ۱۹۶۱)
بیگ شو (انگلیسی: The Big Show) یک فیلم به کارگردانی جیمز بی. کلارک است که در سال ۱۹۶۱ منتشر شد.